# Хэ-ди (Хань)
Хэ-ди (кит. 和帝, личное имя — Лю Чжао (кит. 劉肇); 79 — 13 февраля 106) — 4-й император империи Восточная Хань в 88—106 годах. Храмовое имя Му-цзун.

## Биография
Происходил из императорского рода Лю. Сын императора Чжан-ди. Именно во время правления императора Хэ начался упадок Восточной Хань.
С самого рождения был в центре интриг наложниц, каждая из которых желала сделать собственного сына наследником трона. В ходе борьбы в 83 году Лю Чжао объявляется наследником императора. После смерти в 88 году Чжан-ди Лю Чжао становится новым императором.
Учитывая малолетство нового императора, власть на себя взяла императрица Доу вместе со своими братьями. Постепенно влиятельным из них становится Доу Сянь, который фактически принял всю власть на себя. Вместе с этим, в 89 и 91 годах он совершил ряд успешных походов против северных хунну.
В 92 году евнух Чжэн Чжун обвинил Доу Сяня в колдовстве с целью устранения императора. Это стало причиной для отмены регентства и свержения власти рода Доу. Наконец Доу Сянь покончил с собой, а его сыновья и братья были казнены. Многие чиновники, среди которых Бань Гу, были уволены или сосланы в отдаленные провинции.
С этого момента все большую власть приобретают евнухи, что в свою очередь приводит к усилению коррупции. Впрочем центральное правительство ещё продолжало эффективно работать. Хэ-ди пытался расширить влияние Китая на запад. Это казалось возможным в условиях укрощения северных хунну. В 97 году состоялась неудачная попытка установить посольские отношения с Римской империей (посол Гань Ин так и не добрался до границ Рима). Было принято посольство из Парфии.
Усилились восстания в подчиненных землях. В 93, 98 и 100 годах поднялись племена цян. Их в итоге удалось укротить. В 102 году в результате восстания были утрачены земли в Западном крае (современный Синьцзян).
В конце правления император погрузился в придворные распри между своими женами. Вследствие этого в 102 году погиб род императрицы Ин, а новой императрицей стала представительница рода Дэн. В 105 году император умер, не признав наследника трона. Решением этого занялась императрица Дэн, которая объявила младшего сына Хэ-ди — Лю Луна — новым императором.